# Annona edulis
Annona edulis este o specie de plante angiosperme din genul Annona, familia Annonaceae. A fost descrisă pentru prima dată de José Jéronimo Triana și Jules Émile Planchon, și a primit numele actual de la H. Rainer. Conform Catalogue of Life specia Annona edulis nu are subspecii cunoscute.